# Jos Everts
Jos Everts (Delfzijl, 1964) es un deportista neerlandés que compitió en triatlón. Ganó una medalla de plata en el Campeonato Europeo de Triatlón de Larga Distancia de 1991.

## Palmarés internacional
| Campeonato Europeo | Campeonato Europeo    | Campeonato Europeo | Campeonato Europeo |
| Año                | Lugar                 | Medalla            | Prueba             |
| ------------------ | --------------------- | ------------------ | ------------------ |
| 1991               | Almere (Países Bajos) | Medalla de plata   | Individual         |